# Attilio Prevost (fotoreporter)
Attilio Prevost (Torino, 6 settembre 1890 – Milano, 3 maggio 1954) è stato un fotoreporter, ingegnere e imprenditore italiano.
Pioniere della cinematografia italiana, fotografo e cineoperatore, è ricordato per aver realizzato la prima moviola al mondo con piano di lavoro orizzontale, per essere stato uno dei primi fotoreporter di guerra del Regio Esercito nella prima guerra mondiale, e per aver fondato nel 1913, con la moglie Elena Lanzoni Prevost, le Officine Prevost (fabbrica di apparecchi cinematografici attiva dal 1913 al 1991).
La notevole produzione fotografica del fotoreporter, secretata e conservata per decenni presso il Ministero della Guerra, è custodita oggi negli archivi del Ministero della difesa.

## Biografia
La ricostruzione biografica è stata resa possibile grazie alla testimonianza dell'unica nipote dei coniugi Prevost, Annamaria (memoria storica delle loro attività imprenditoriali e unica testimone della vita privata della famiglia Prevost, nel 1953 divenne figlia adottiva di Attilio Prevost secondo le leggi dello Stato italiano), che ha permesso l'accesso all'archivio della famiglia dei suoi nonni Attilio ed Elena Prevost
Figlio di Giuseppe Prevosto e di Maria Maddalena Giraudi, nel 1927 Attilio ottenne ufficialmente dal Re il permesso di usare il cognome nella sua antica dizione di origini francesi, mentre i suoi fratelli e parenti piemontesi preferirono tenere quella italianizzata.
Da sempre appassionato di cinema e fotografia e del loro aspetto tecnico applicato all'industria, andò a studiare a Parigi, la città del Cinema, dove nel 1895 Auguste e Louis Lumière organizzarono la prima proiezione pubblica del Cinématographe Lumière, e dove Attilio ottenne il Diplôme d'Ingénieur presso L'École du Génie Civil.

### Anni Dieci
"Il matrimonio tra ripresa e proiezione siglato all’inizio della storia dal Cinématographe Lumière dura un soffio: già alla fine dell’Ottocento le due funzioni (e i rispettivi macchinari) si separano una volta per tutte, per intraprendere uno sviluppo tecnologico autonomo.
I proiettori professionali aumentano progressivamente dimensioni e peso per far scorrere nei loro ingranaggi le bobine di pellicola 35mm e per proiettare le immagini a grande distanza (dalla cabina allo schermo); l’Italia, in questo settore, grazie a Cinemeccanica, Officine Prevost, Fedi, Officine Pio Pion, Veronese, ha scritto una storia tra le più importanti a livello internazionale."

#### I primi anni alla Milano Films con Luca Comerio e la spedizione in Libia
Nel 1908 lavorava già per la Milano Films del documentarista e pioniere della cinematografia italiana Luca Comerio. In quel periodo mise a punto la realizzazione della cinepresa Prevost 35mm, apparecchio che ebbe grande successo e fu sperimentato da Prevost e Comerio durante la Guerra di Libia (1911-12)..
Un esemplare di questo apparecchio è oggi conservato presso il Museo del Cinema di Torino, mentre le pellicole girate in quegli anni sono conservate presso l'Archivio di Stato. Esse oltre a rappresentare un documento storico unico della spedizione libica, sono la testimonianza di coloro che Gian Piero Brunetta definisce "gli apostoli del nuovo verbo visivo": pionieri come Omegna, Florio, Vitrotti, nonché Comerio e Prevost, i quali, veri e propri avventurieri, diventano con la loro cinepresa operatori-reporter alla ricerca di eventi da immortalare e consegnare ai posteri.

#### Il filmato dell'eclisse di sole del 17 aprile 1912
Un breve filmato documentaristico prodotto dalla Comerio & C., riprende Attilio Prevost presso l’osservatorio astronomico di Brera (Milano) mentre sta filmando l'eclisse di sole del 17 aprile 1912. Per questa ripresa utilizzò un dispositivo da lui appositamente realizzato che venne applicato al grande telescopio usato pochi anni prima dall’astronomo Giovanni Schiaparelli per le sue ricerche su Marte.

#### Il dispositivo ottico per il filmBallo Excelsior
Nel 1913, la geniale versatilità di Attilio Prevost, costantemente rivolta alla ricerca di soluzioni tecniche innovative, trovò una notevole applicazione quando Lorenzo Sonzogno, noto editore musicale, fondò la Musical-Films ed incaricò Luca Comerio di realizzare una trasposizione cinematografica del Ballo Excelsior, il balletto di Luigi Manzotti reso celebre dalle musiche di Romualdo Marenco.
Per le riprese di questo film, Comerio poté contare ancora su Prevost, che realizzò un dispositivo foto-ottico in grado di consentire al direttore d’orchestra di andare in sincrono con la pellicola.

#### L'incontro con Elena e la prima Società Prevost in Via Ripamonti
Nel 1912 conobbe la futura moglie Elena Lanzoni presso la Milano Films, dove era impiegata in amministrazione.
Nel 1913, confidando nelle sue capacità imprenditoriali e amministrative acquisite presso l’editore Vallardi prima e la Milano Films dopo, Elena convinse Attilio a tentare la fortuna da indipendenti.
Era una donna anticonformista, libera e coraggiosa, dotata di spirito imprenditoriale e carattere deciso, anticipava i tempi, andando oltre le convenzioni in cui le donne erano state intrappolate per secoli.
Fondarono così la prima azienda Prevost di cui condivisero, come anche nelle trasformazioni successive, la proprietà del capitale sociale. La sede era presso la residenza di Elena in via Leopardi 26 e la fabbrica in via Ripamonti 43 a Milano.
Rimasero uniti per quarant'anni, proiettati in un'avventura molto importante che diede loro grandi soddisfazioni.
In questo decennio l'azienda produceva principalmente cineprese, lanterne ad arco voltaico, stampatrici e accessori vari.
"È del 1913 il primo marchio di cineprese italiane, con quelle prodotte dal torinese Attilio Prevost, nella omonima fabbrica di Milano. La macchina da presa Prevost presentava interessanti caratteristiche di maneggevolezza, compattezza e facilità d’uso. La Prevost testimonia comunque una trovata applicazione industriale in un campo in cui l’imprenditoria italiana faticherà sempre ad imporsi rispetto alle concorrenti internazionali. La Prevost continuerà ad essere prodotta fino al 1920, con un discreto successo nel mercato nazionale, ma il suo inventore troverà maggior fortuna e futuro grazie ai brevetti per la correzione della posizione del fotogramma durante la proiezione (1919) e gli impianti di proiezione completi che, dal 1920, sono prodotti con grande successo dalla casa milanese".

#### Il sodalizio imprenditoriale con Elena
Le grandi capacità imprenditoriali di Elena, che amministrava l'azienda occupandosi anche del rapporto coi clienti, crearono le condizioni ottimali per permettere ad Attilio di occuparsi esclusivamente della progettazione di nuove apparecchiature cinematografiche. Fu grazie a questo speciale sodalizio che alla fine degli anni Venti nacque la prima moviola orizzontale.
La Guerra era alle porte; il 10 maggio 1915, Attilio sottoscrisse presso il notaio Giuseppe Ghislanzoni in Milano un "Mandato Generale" in favore di Elena Lanzoni, col quale: "...con ampia facoltà e con pieni poteri ella abbia a rappresentarlo in tutti gli atti ed affari... possa disporre di tutti i beni da esso posseduti o che possederà e ne disponga come proprietario...lo rappresenti in ogni azienda di cui il mandante fosse socio...faccia tutto quanto far potrebbe lo stesso mandante se agisse personalmente, dovendosi la nominata procuratrice ritenere come suo alter ego...".
Con questo documento Attilio legò a doppio filo la sua attività imprenditoriale con Elena, condividendo con lei, per un loro accordo, la proprietà del capitale sociale delle attività imprenditoriali da lui avviate.

#### La Astra Film e la Sabaudo Film
Nel 1915 Attilio ed Elena fondarono a Milano la casa di produzione cinematografica Astra Film, con la quale produssero alcuni film muti dell'epoca. Attilio partecipava alle produzioni come direttore della fotografia mentre Elena Lanzoni Prevost ne seguiva la gestione. Alcuni titoli di questi primi film furono: Il Vortice, L'ombra misteriosa, Sogno di Riette, Sulla soglia della felicità, tutti del 1915 .
Nello stesso periodo, Attilio svolgeva l'attività di direttore della fotografia anche per la "Sabaudo Film", casa di produzione cinematografica milanese della quale era comproprietario.

### La Grande Guerra: fotoreporter sul fronte italo-austriaco

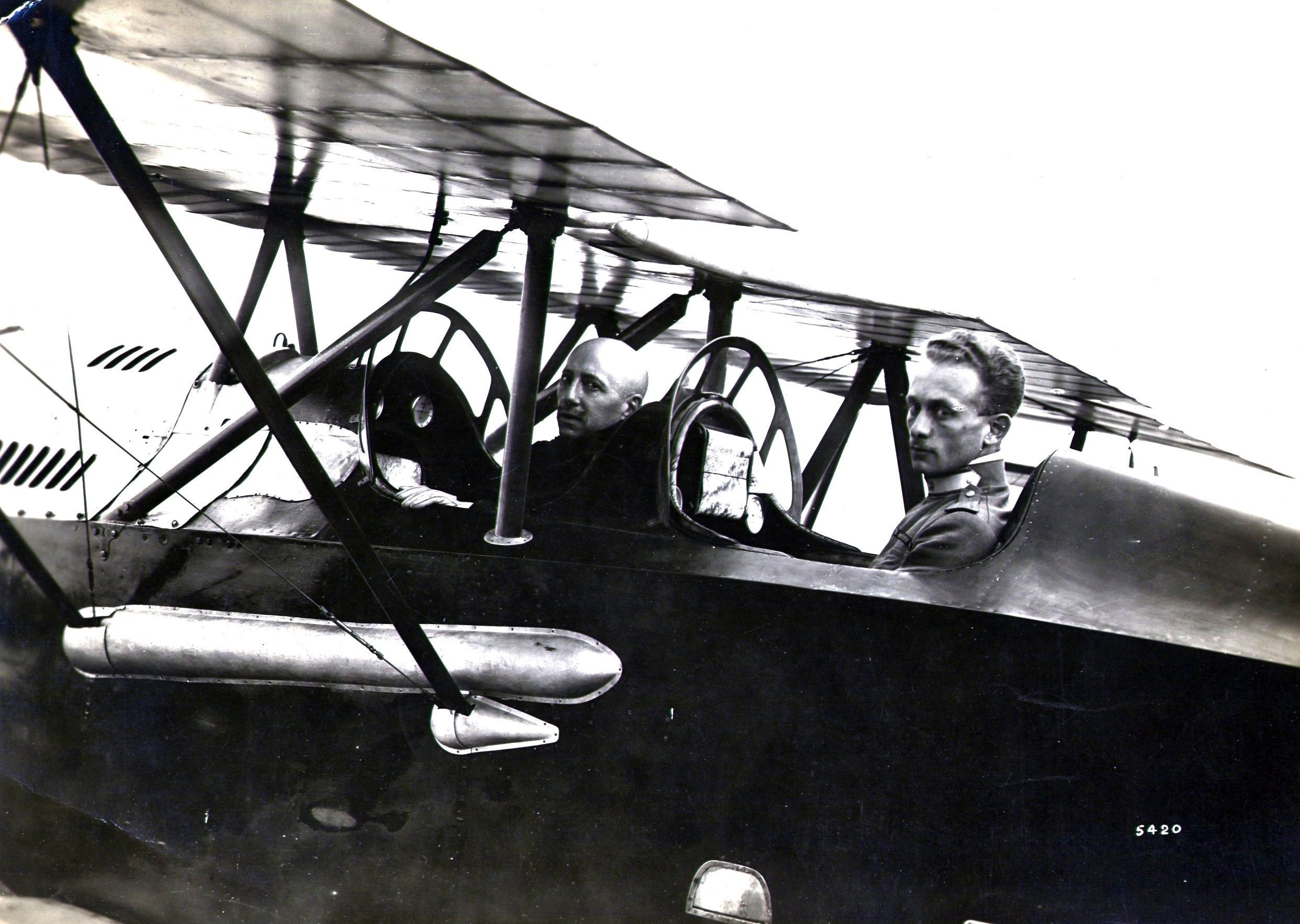
Scoop fotografico di Prevost: Gabriele D'Annunzio e il capitano Natale Palli sull'aereo Ansaldo SVA 10 poco prima del decollo dall'aeroporto di San Pelagio (Due Carrare) per lo storico e incruento volo su Vienna, il 9 agosto 1918, per il lancio di 50.000 fogli di propaganda tricolori contenenti una provocatoria esortazione alla resa e a porre fine alle ostilità
Archivio Lari Prevost Mojana

Il 24 maggio anche l'Italia entrò nella prima guerra mondiale (1915-1918).
Durante gli anni della Grande Guerra, mentre Elena gestiva l'azienda “Prevost”, Attilio venne inviato al fronte come operatore cinematografico e fotografo di guerra.
Tra il 1916 e il 1917 fu istituita la Sezione Cinematografica del Comando Supremo del Regio Esercito, voluta dal Col. Eugenio Barbarich. Infatti, fino ad allora, l'esercito italiano si era servito dell'opera di ditte private, come la Comerio Films di Luca Comerio, che dopo la disfatta italiana di Caporetto, nel 1917, vennero definitivamente escluse, e la Sezione Cinematografica assunse il monopolio delle riprese. A dirigere la sezione fu chiamato il capitano di cavalleria Maurizio Rava al quale vennero affiancate tre Squadre comandate dai tenenti Barricelli, Prevost e Malerba che operarono sul fronte italo-austriaco..
Agli ordini del Comando Strategico, il tenente Prevost filmò e fotografò i campi di battaglia, prima e dopo l'attacco nemico. Scattò migliaia di immagini in bianco e nero, filmò i campi di prigionia e le prime linee durante l'assalto. Fu il primo a documentare l'ingresso trionfale a Trento e Trieste appena liberate dagli austriaci e le trincee sul Carso e lungo il Piave. Fotografò le visite al fronte di Arturo Toscanini, dell'attore Armando Falconi e del vate Gabriele D'Annunzio. Questa documentazione fu a lungo secretata e conservata dal Ministero della Difesa.

#### L'archivio fotografico privato
Nel 2018 la nipote Annamaria ha donato al Museo nazionale del cinema di Torino il Fondo fotografico di suo nonno, costituito da copie private e originali che Prevost stampò e tenne per sé di una notevole quantità di foto scattate sul fronte della Grande Guerra.

#### Le cinepresePrevoste il contributo alla documentazione della Grande Guerra
Il sodalizio Prevost-Comerio fu fondamentale per la documentazione cinematografica della Grande Guerra. I due pionieri si erano incontrati e avevano collaborato scambiandosi le loro esperienze: principalmente tecniche per il primo e di ripresa per il secondo. L’apparecchio presa vedute realizzato da Prevost era infatti servito anche a Luca Comerio nelle riprese di guerra per l’Aeronautica, o a terra, sul cavalletto, nei vari fronti dell’Adamello e del Carso.
Una documentazione cinematografica storica, che le Officine Prevost di Milano contribuirono a realizzare.
Uno dei cineoperatori del Servizio Fotocinematografico dello Stato Maggiore Esercito, il fiorentino Franco Rinaldi, scriveva: La mia macchina da presa era una "Pathé", ma avendo i magazzini da 120 metri esterni, non era molto pratica per le riprese di attualità. Fu per questo che mio padre mi procurò dalla ditta "Ambrosio" di Torino un apparecchio d’occasione, che era stato costruito dalla ditta "A.Prevost" di Milano. Posso dire che questo apparecchio era veramente un gioiello, sia per praticità che per sicurezza di funzionamento, tanto che i miei compagni me lo invidiavano.
Negli anni di guerra Attilio Prevost utilizzò, oltre alla già citata Prevost 35mm, anche la cinepresa Prevost Splendor.

#### Gli scenari di guerra nella fotografia di Prevost

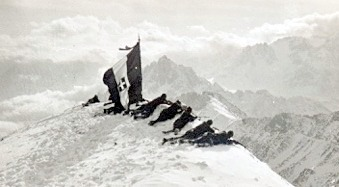
Alpini in assetto di guerra appostati sul Monte Santo di Gorizia
Archivio Lari Prevost Mojana

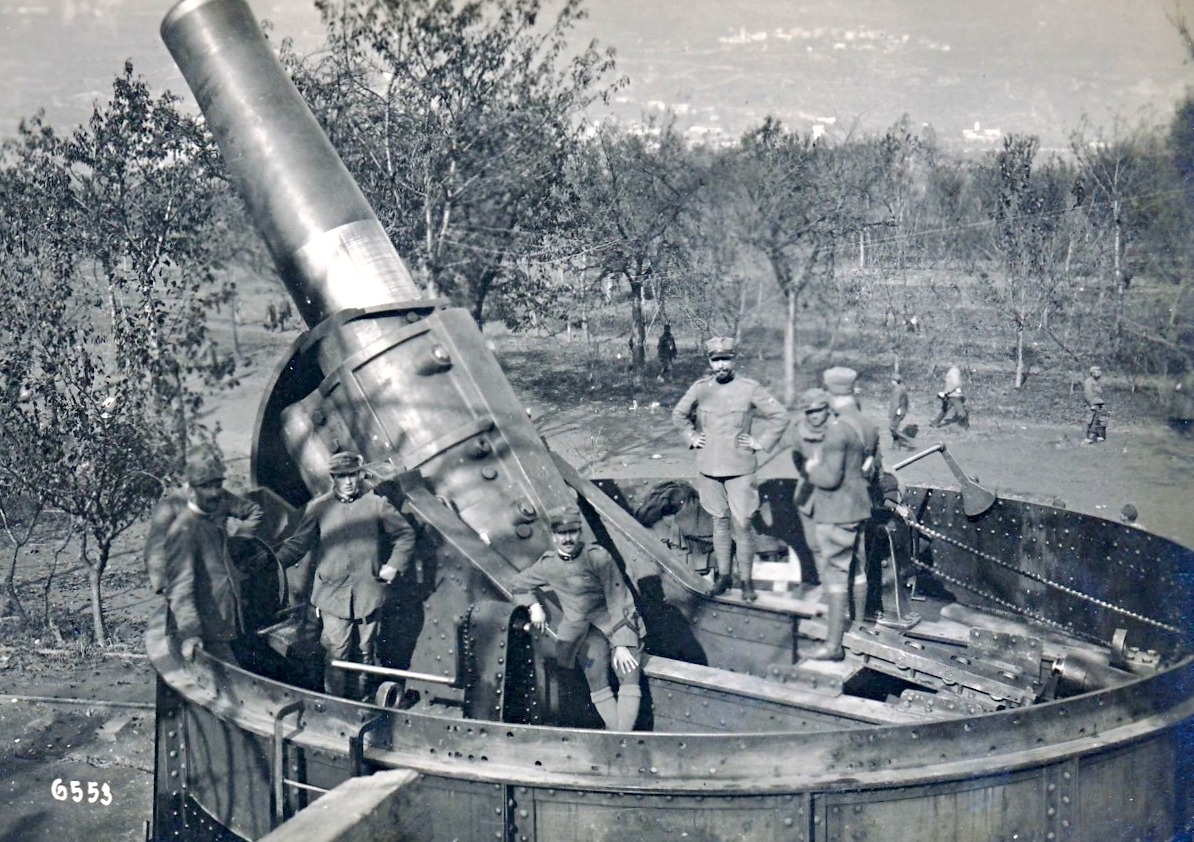
Militari del Regio Esercito su un obice 420 abbandonato dall'esercito austriaco in fuga
Archivio Lari Prevost Mojana

Prevost filmò e fotografò i campi di battaglia, prima e dopo l'attacco del nemico.

#### Gli scoop fotografici
Prevost realizzò moltissimi scoop fotografici in anni in cui la Fotografia documentaria faticava ancora a farsi strada sui giornali dell'epoca su cui predominava la parola scritta e le foto erano ancora rarissime.

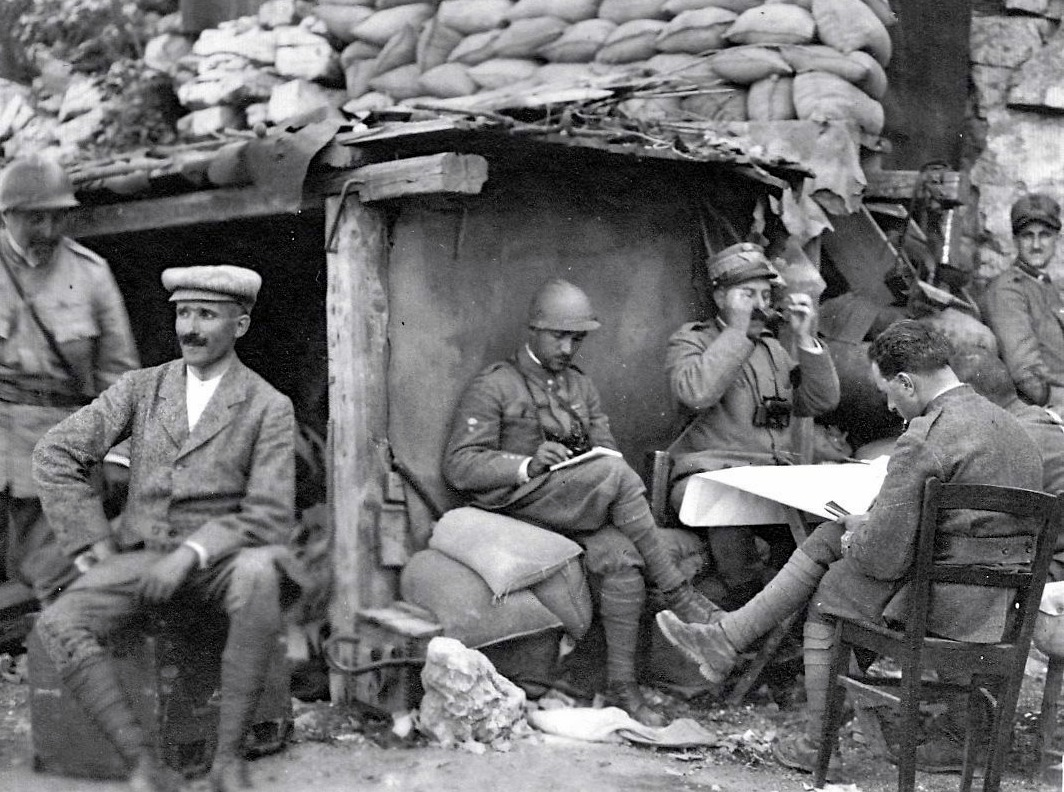
Il maestro d'orchestra Arturo Toscanini (primo seduto da sinistra) con soldati italiani - agosto 1917 - Il 26 agosto dirige per circa un'ora, alle dieci di sera e con i combattimenti in corso un concerto improvvisato con «la banda divisionale al comando del [...] maresciallo Tricomi [...], iniziò [...] con la Marcia reale e l'Inno di Mameli. Gli austriaci di risposta iniziarono a cannoneggiare alla cieca la zona»
Archivio Lari Prevost Mojana

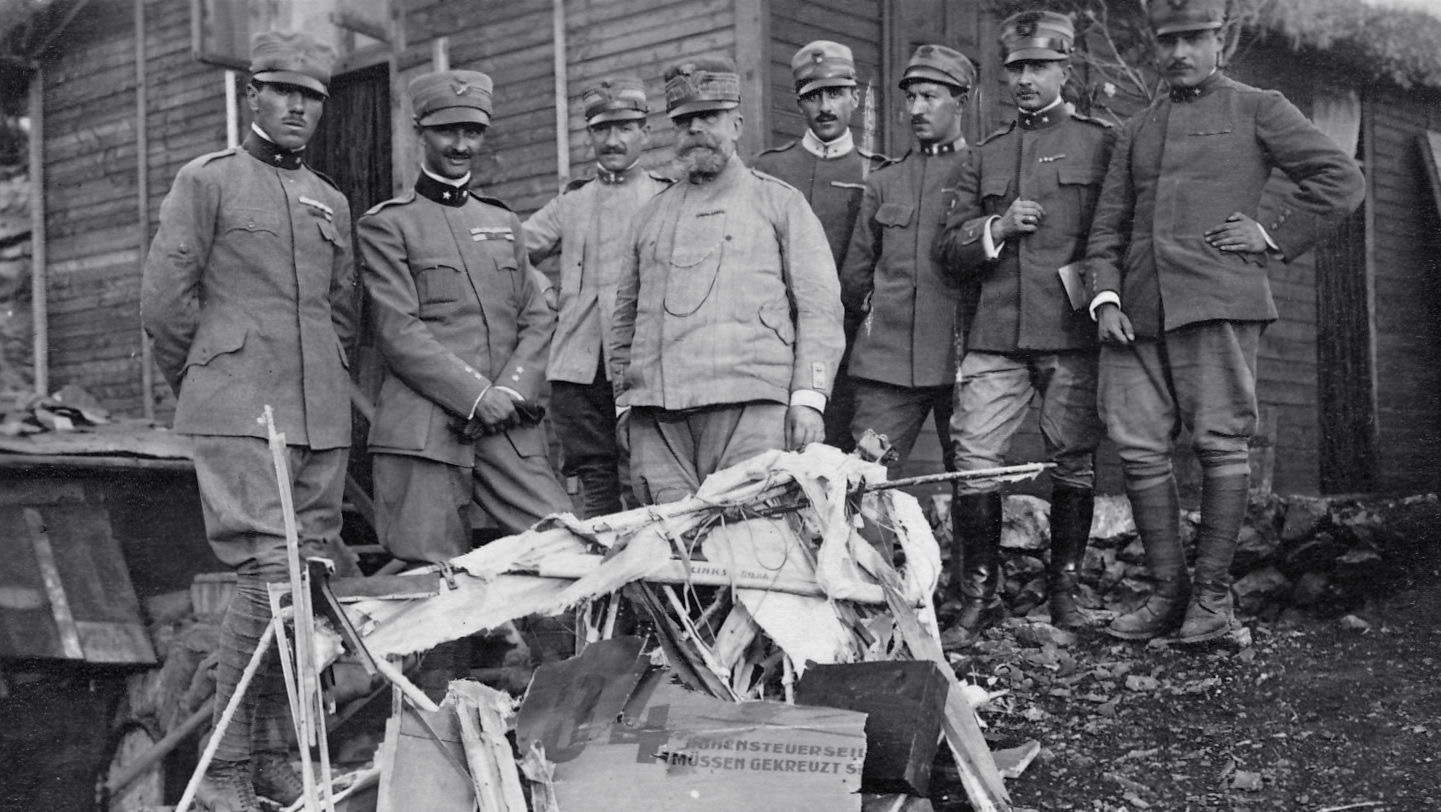
I due assi dell'aviazione Francesco Baracca (primo da sinistra) e Fulco Ruffo di Calabria (secondo da sinistra) con altri aviatori - (1917 o 1918)
Archivio Lari Prevost Mojana

#### Croce di Guerra
Nel 1926 il Re Vittorio Emanuele III di Savoia gli conferì la Croce di Guerra al Valor Militare con la seguente motivazione: « [...] Al tenente di complemento Attilio Prevost, addetto alla sezione fotocinematografica del Regio Esercito, per adempiere al proprio compito diede sempre prova di grande iniziativa, risolutezza e disprezzo del pericolo. In prima linea, sempre calmo pur nei momenti più difficili, si trovò ad operare sotto intenso fuoco di artiglieria e mitragliatrici nemiche, ciò che mai diminuì la precisione tecnica del lavoro affidatogli. Zona di operazioni, Bainsizza, maggio 1917 - ottobre 1918.»

#### La Società Cinematografica di Elena Lanzoni
Nel gennaio 1919 Elena, donna libera e coraggiosa, dotata di spirito imprenditoriale e carattere deciso, anticipando i tempi e andando oltre le convenzioni in cui le donne erano state intrappolate per secoli, fondò la Elena Lanzoni Films per il commercio di pellicole cinematografiche (con sede a Milano in via Boccaccio 45 e corrispondenti ad Atene, Barcellona, Lima, Londra, Mosca, Buenos Aires, Parigi, Il Cairo e Rio de Janeiro).
In Europa, grazie ai fratelli Lumière, il Cinema si stava espandendo e divenne fenomeno sociale sempre più rilevante. Elena, prototipo femminile di indipendenza e imprenditorialità, si recava spesso a Parigi con l'Orient Express per acquistare, presso le case di distribuzione cinematografica, i primi film (che erano ancora muti) da noleggiare tramite la sua società.
Nel 1919 Attilio Prevost brevettò un dispositivo speciale per correggere la posizione del fotogramma cinematografico negli apparecchi di proiezione.

### La moviola orizzontale

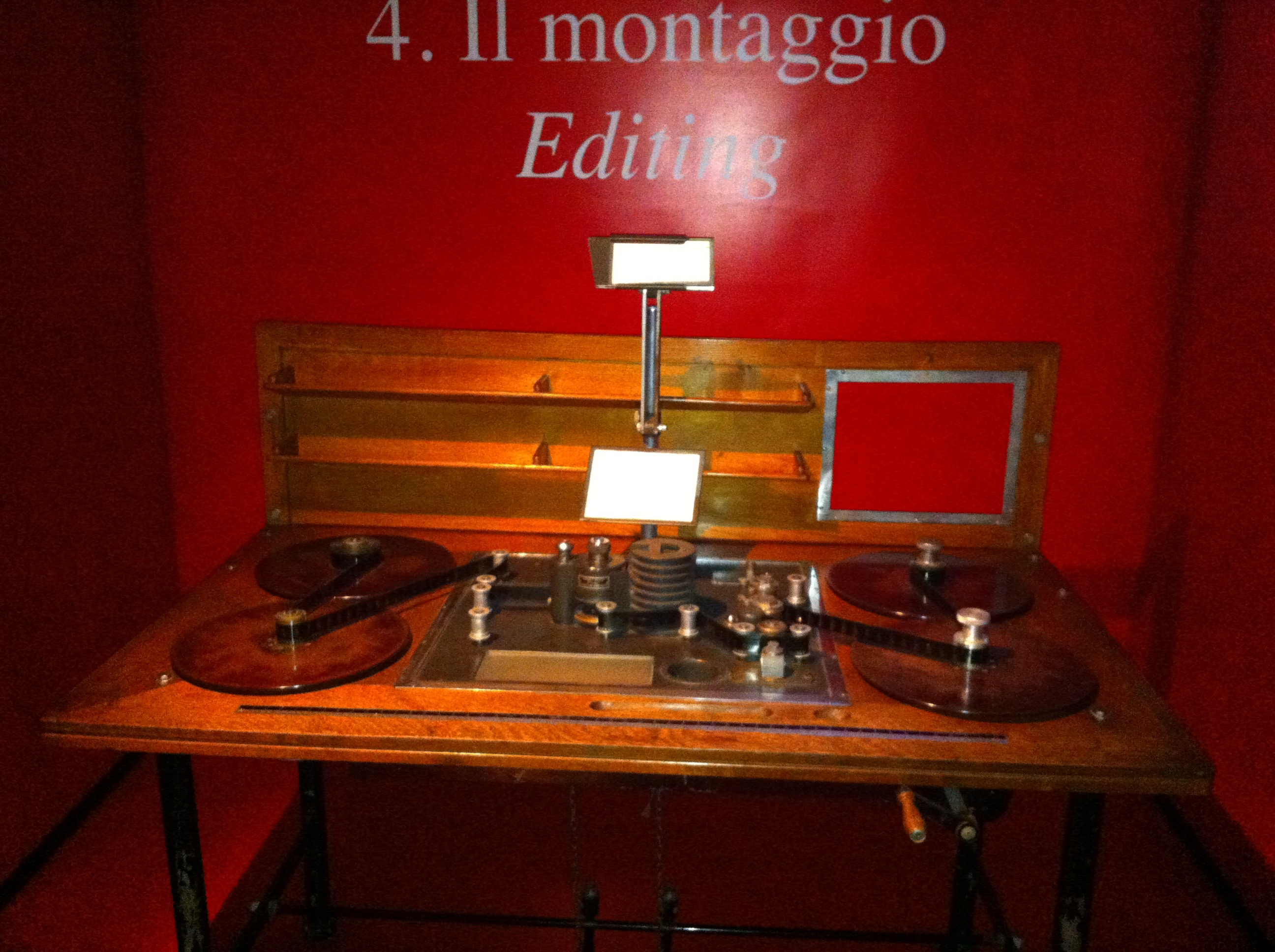
Uno dei primi tavoli di montaggio cinematografico delle Officine Prevost Museo nazionale del cinema

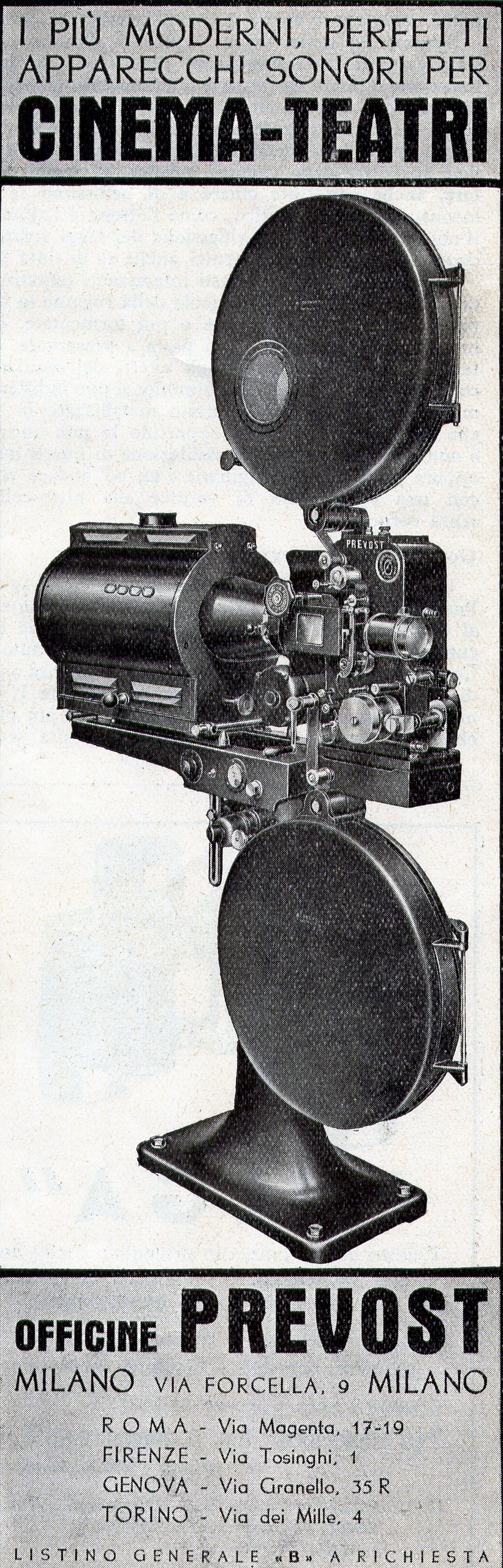
Proiettore Prevost prodotto nello stabilimento di Via Forcella (MI) Pubblicità del 1937

L’idea di realizzare un tavolo per il montaggio cinematografico che fosse più comodo e versatile della Moviola verticale americana, cominciò a venire a Prevost dall'esperienza con la Astra Film, la casa di produzione cinematografica fondata con la moglie Elena, dove aveva avuto esperienze come direttore della fotografia e montatore. Attilio pensò infatti di come sarebbe stato più agevole lavorare al montaggio su un apparecchio con la struttura di un tavolo, che avesse la possibilità di visionare la pellicola infinite volte sia in avanti che indietro, con velocità regolabile e con un'usura davvero limitata.
Alla fine degli anni dieci Attilio Prevost realizzò e produsse nello stabilimento di via Ripamonti il primo tavolo per il montaggio cinematografico al mondo con piano di lavoro orizzontale e scorrimento della pellicola con moto continuo, che utilizzava per la proiezione un sistema di compensazione ottica da lui brevettato.
Questo meccanismo permetteva di spostare la pellicola in modo continuo anziché intervallato (come nel meccanismo a "croce di malta") e, al prezzo di una nitidezza lievemente minore, riduceva il rumore e permetteva di visionare la pellicola fino a dieci volte la velocità nominale, riducendone anche l'usura.
A differenza delle "moviole verticali", che a Hollywood consegnavano il "final cut" esclusivamente in mano alla produzione, con la moviola Prevost il regista poteva stare accanto al montatore, guardare l'immagine e partecipare a quella parte decisiva del processo di creazione del film che, in questo modo, diveniva pienamente opera d'autore.
Tale soluzione tecnologica fu subito preferita alla Moviola statunitense brevettata da Iwan Serrurier nel 1917 e divenne lo standard europeo.
Uno di questi esemplari è visibile presso il Museo nazionale del cinema di Torino.
L'attività legata alla produzione di moviole fece registrare un rapido incremento, passando dalle 10-12 unità annue degli inizi a un quantitativo triplicato già verso il 1940.

### Anni Venti

#### L'espansione delle Officine Prevost
Negli Anni Venti il cinema comincia ad entrare con forza sempre più crescente nella vita sociale e ad acquisire uno spazio rilevante come fenomeno di costume e cultura.
Dopo l'esperienza al fronte, Attilio Prevost rientra a Milano, e con la futura moglie Elena decide di dedicarsi completamente alla costruzione di apparecchiature cinematografiche. Negli anni Venti iniziò la produzione di proiettori cinematografici e moviole, oltre a quella già consolidata di lanterne, stampatrici e accessori vari.
Le grandi capacità imprendotoriali di Elena, che si occupò della gestione amministrativa dell'azienda e del rapporto coi clienti, permisero ad Attilio di dedicarsi esclusivamente alla progettazione di nuovi apparecchi, e fu grazie a questa speciale sintonia che Attilio arriverà a progettare la prima moviola orizzontale.
Nel 1920 la società Prevost si ingrandí, mantenne la sede presso il domicilio di Elena Lanzoni, (via Leopardi 26, già sede della Elena Lanzoni Films), ed ampliò la fabbrica di via Ripamonti 43 a Milano, la proprietà del capitale sociale era condivisa tra Attilio ed Elena.
Nei primi anni Venti vennero prodotti l'impianto di proiezione Record, la cassetta per apparecchio da presa per vedute cinematografiche ed il procedimento per ottenere immagini multiple nello spazio occupato sulla pellicola dal comune fotogramma cinematografico.
Dalla seconda metà degli Anni Venti, Elena promosse la partecipazione dell'azienda alla Fiera di Milano (nata nel 1920), partecipazione che portò fama ed espansione anche a livello internazionale.
Intorno al 1925 iniziò la produzione del proiettore cinematografico muto 35 mm modello Splendor con avanzamento della pellicola a mano a 16 fotogrammi al secondo. Questo proiettore montava una lanterna con arco a carboni, nella quale il flusso luminoso proveniva dall'arco voltaico generato da due carboni: l'illuminazione fornita era la più intensa raggiunta fino a quel momento e veniva distribuita sullo schermo con grande uniformità.
Nel 1927 nacque il cinema sonoro (Il cantante di jazz fu il primo film in cui si ascoltarono le voci degli attori) e la Prevost produsse il proiettore Rex con avanzamento della pellicola a 25 fotogrammi al secondo.
Nel 1928 Attilio creò un nuovo processo per ottenere la colorazione delle immagini nelle proiezioni luminose in genere.
Nel 1928 l'organico ammontava ad una cinquantina di dipendenti.

### Anni Trenta

#### Il successo internazionale e la nuova filiale di Roma
La Prevost intanto era diventata un'azienda di riferimento in campo cinematografico.. Registi e case di produzione cinematografica volevano le celebri moviole orizzontali per il montaggio dei film, campo in cui l'azienda Prevost aveva sostanzialmente il monopolio. Anche i proiettori per le sale cinematografiche erano molto richiesti ed apprezzati per la loro affidabilità e versatilità.

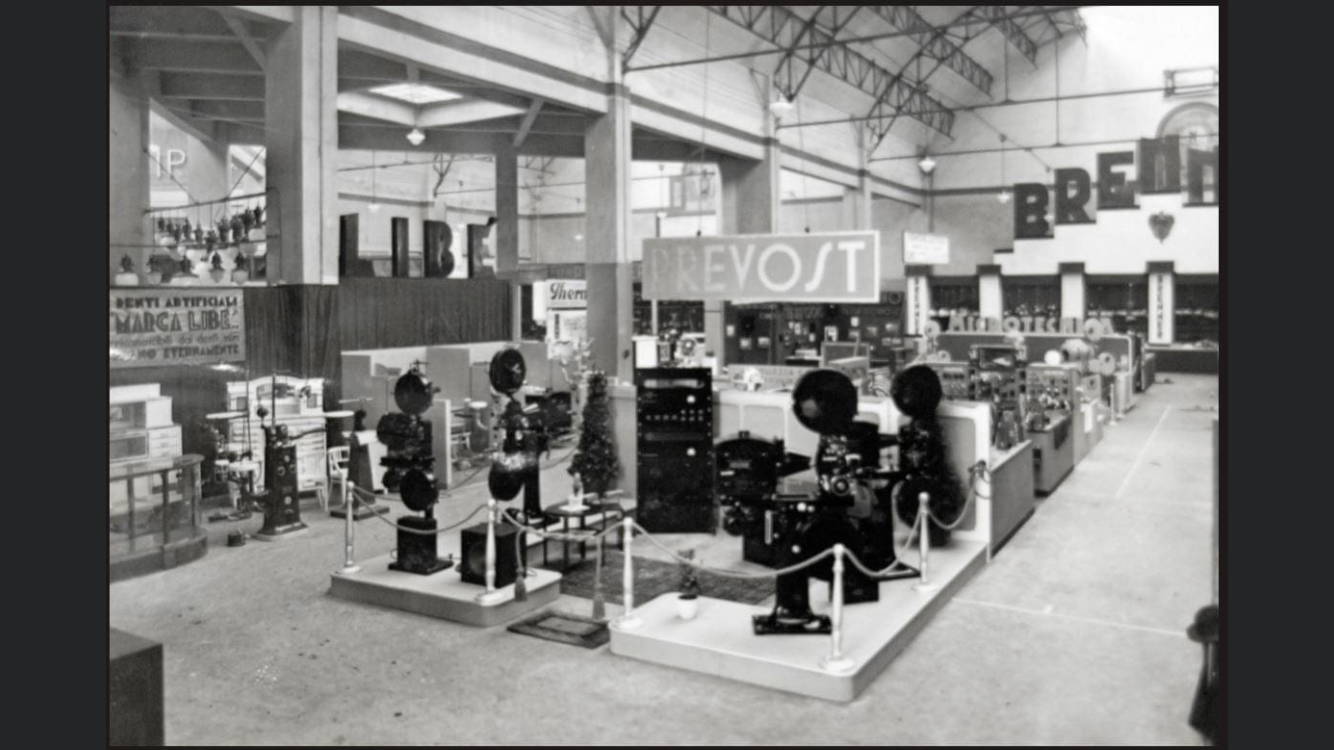
XV.ma Fiera di Milano, 1934

Nella seconda metà degli anni Trenta vennero aperti una filiale a Roma e due negozi per esposizione a Torino e Genova.
A dirigere la filiale di Roma, che si trovava in Via Magenta 19, fu inviato Luigi Lanzoni (1888-1991), fratello di Elena, che ebbe il merito di coltivare proficui rapporti con l'ambiente cinematografico romano, inclusi gli studi della allora nascente Cinecittà.

#### Orson Welles e il successo delle moviole Prevost
La moviola orizzontale Prevost la volevano tutti: studi e case di produzioni cinematografiche, produttori, registi e montatori. Ebbe grande successo e divenne uno strumento indispensabile per il montaggio cinematografico, il nuovo linguaggio che si stava evolvendo. Per molti teorici il montaggio è considerato lo specifico filmico, ovvero la disciplina propria esclusivamente del cinema e che la contraddistingue da altre forme espressive.
Molte case di produzione cinematografica, come Lux Film, Titanus, Tirrenia Films, Pisorno (poi Cosmopolitan di Carlo Ponti), Unione Cinematografica Italiana, o gli studi di montaggio cinematografico di Cinecittà e della S.P.E.S. di Ettore Catalucci, si rivolgevano alla Prevost per la fornitura di moviole e proiettori. Gran parte dei film del neorealismo italiano furono montati sulle moviole di Attilio Prevost: i registi Visconti, Rossellini, De Sica, Lattuada, Germi e Fellini erano alcuni dei suoi affezionati clienti.
Orson Welles ordinò la sua prima moviola Prevost nel 1936.

#### Il Magnus e la serie storica di proiettori
Durante gli anni '30 vennero prodotti anche la macchina da stampa per suono e immagini 35 mm e la serie storica di proiettori realizzata tenendo conto dell'evolversi della tecnica cinematografica che comprendeva i modelli: Rex, Alfa, Delta, Impero, Magnus.
Questi modelli vennero costantemente rinnovati ed il modello Magnus (più volte citato nei testi scientifici "Il Cine Sonoro" e "L'operatore cinematografico" - Mannino-Patané, Hoepli 1945-1952), venne prodotto anche negli anni '40 e '50, divenendo uno dei proiettori più apprezzati e venduti dell'azienda.
È un Prevost degli anni Trenta il proiettore immortalato nel film Nuovo Cinema Paradiso di Giuseppe Tornatore (1989). 

#### Le Officine Prevost in Via Forcella
Nel 1934 la società si trasferì in via Forcella 9, e aprì un negozio in via Vittor Pisani 9, Milano.
Nel 1936 Attilio e Elena si sposarono.

#### Le Officine Prevost in Via Desenzano
Nel 1937, pochi mesi dopo il loro matrimonio, e grazie all'aiuto economico di Augusto Prevosto, fratello di Attilio, Enzo Lari (1902-1948, padre di Annamaria, nipote di Elena e Attilio) e Giacobbe Foa, fu costituita la Società Anonima immobiliare Anguissola, con la quale fu acquistato un terreno in via Desenzano dove venne costruita la nuova sede dell'azienda. Augusto Prevosto fu amministratore unico della Società Immobiliare Anguissola fino al 1946, carica ricoperta da quell'anno da Attilio Prevost, dal 1954 da sua moglie Elena e dal 1963 da Franco Mojana (marito di Annamaria Lari Prevost). Augusto Prevosto ed Enzo Lari lavorarono presso le Officine Prevost come dipendenti.
Il 16 marzo 1939 l'azienda Prevost, già costituita nel 1935, ed in piena espansione, dichiarò il trasferimento da via Forcella alla definitiva sede di via Desenzano, 2 a Milano.
Attilio creava e progettava apparecchi sempre aggiornati alle nuove esigenze delle tecniche cinematografiche, ed Elena amministrava l'azienda e teneva il rapporto coi clienti.

### Anni Quaranta

#### Il bombardamento di Milano dell'agosto 1943
La notte fra il 12 e il 13 agosto 1943 il bombardamento su MIlano distrusse gran parte dell'Officina e tutto l'archivio storico.
Grazie all'incessante aiuto degli operai, dopo solo un mese il lavoro in fabbrica poté ricominciare.
Il 18 giugno 1944 i Tedeschi occuparono le Officine Prevost. I nazisti imposero la presenza di un loro addetto militare della Wehrmacht che aveva il compito di controllare che le spedizioni di proiettori fossero fatte puntualmente, secondo gli accordi che rimasero in vigore fino alla fine del conflitto.

#### Le Officine Prevost srl
Nel 1946 si costituirono le Officine Prevost s.r.l. con sede sempre in via Desenzano 2, Milano.
Nell'atto costitutivo figurano Attilio Prevost (amministratore unico), Giosué Conti e Gianni Gemelli, amici dell'ingegner Prevost conosciuti a Magreglio (CO) negli anni Trenta. Il capitale sociale era condiviso solo con la moglie Elena Prevost.
Nel 1946 entrò in azienda il nipote Ing. Attilio Prevosto jr. figlio di suo fratello Augusto Prevosto.

#### Cavaliere di San Gregorio Magno
Nel 1948 il Papa Pio XII gli conferì l'onorificenza di Cavaliere dell'Ordine di San Gregorio Magno per il suo impegno straordinario come fotografo e cineoperatore durante la Grande Guerra e per la sua attività imprenditoriale ed innovativa nell'industria cinematografica italiana.

### Anni Cinquanta

#### L'adozione della nipote Annamaria
Nel 1951 entrò in azienda Annamaria Lari (1934), nipote abiatica di sua moglie Elena Prevost, che già dal 1935 viveva coi nonni. Attilio, che non aveva avuto figli, la adottò come figlia nel 1953, e alla sua morte (1954) Annamaria Lari Prevost divenne titolare dell'azienda.

#### Il CinemaScope e la collaborazione con Attilio jr.

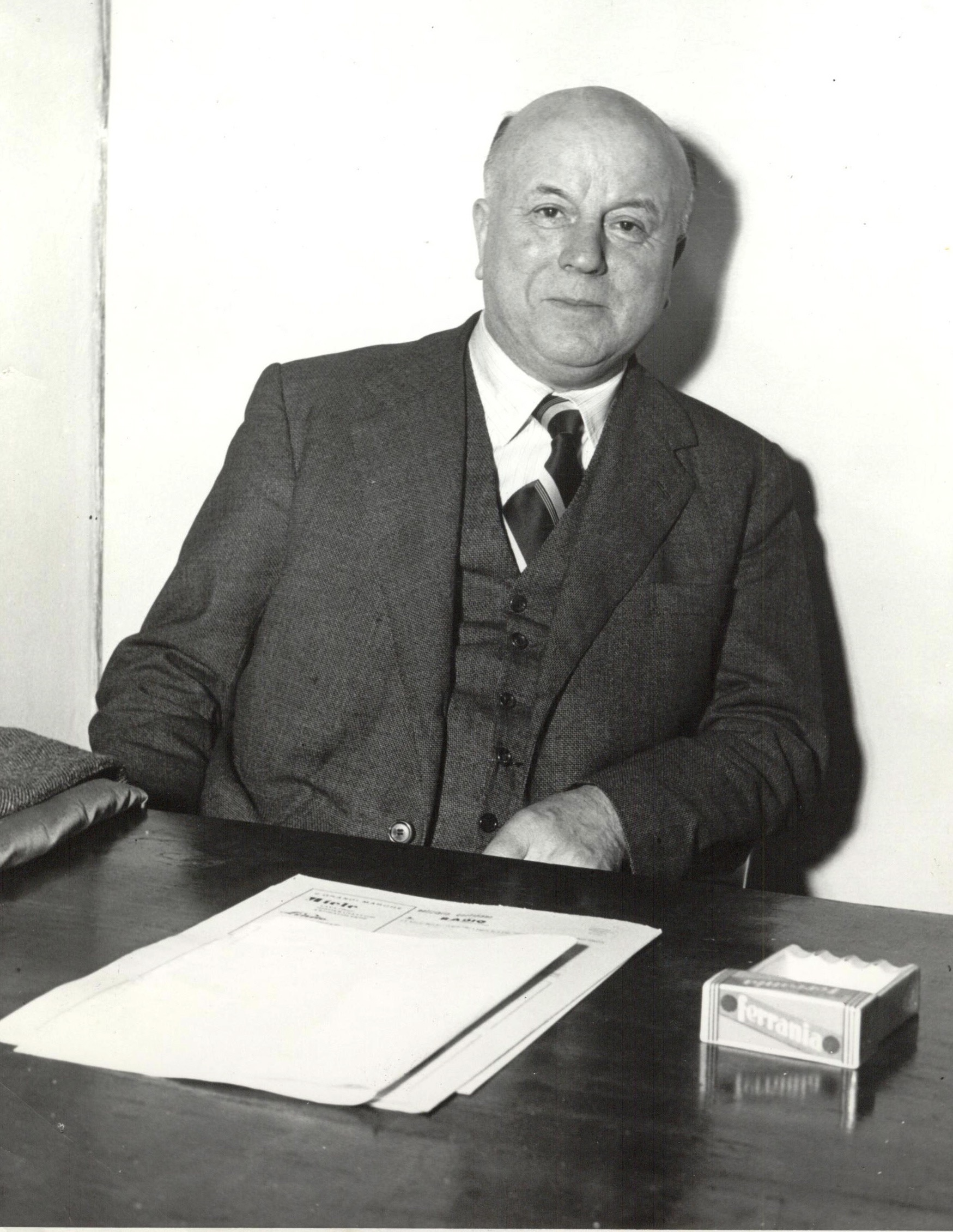
Attilio Prevost alla Fiera di Milano, 1954

Nel 1952 iniziò l'era del CinemaScope (un sistema brevettato dalla 20th Century Fox che consentiva di allargare notevolmente il campo di visualizzazione sullo schermo). Attilio Prevost realizzò il proiettore Cinescope, un modello molto apprezzato dagli esercenti di sale cinematografiche
,.
Nei primi anni '50 iniziò anche la produzione dei proiettori della serie P come il P10, P20, P30 ecc. in collaborazione col nipote Attilio jr.
Nel 1953 Attilio Prevosto jr. venne nominato dallo zio direttore delle Officine Prevost s.r.l. e dopo la sua morte rinnovò la produzione dell'azienda rendendola sempre all'avanguardia nei nuovi processi evolutivi.
Nel 1956 anche Attilio jr. volle cambiare il cognome in Prevost come lo zio.

#### Sindaco di Magreglio
Nel giugno del 1952 Attilio Prevost venne eletto per acclamazione sindaco di Magreglio, piccolo paese in provincia di Como situato nel Triangolo Lariano che aveva iniziato a frequentare nel 1936. Fu il primo sindaco del dopoguerra, dopo il podestà di Civenna che, durante il ventennio fascista, amministrava Magreglio, Lasnigo e Barni.
Assunse l'incarico continuando a vivere a Milano e a lavorare in azienda, convocando il consiglio comunale la domenica.
Con l'aiuto dell'ingegnere e architetto Mario Cavallé, che come lui frequentava Magreglio da anni, fece costruire l'edificio che tuttora ospita il Comune.

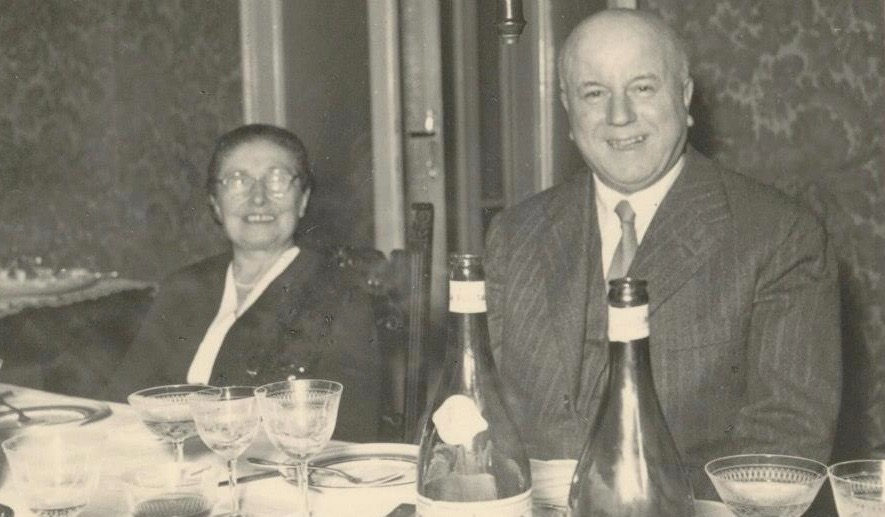
Attilio e Elena Prevost nel 1952

#### Il Fotocoagulatore Raverdino
Nel 1952, per gratitudine verso l'amico Prof. Emilio Raverdino che operò a Milano con un delicato intervento di chirurgia oftalmica sua moglie Elena, Attilio Prevost si impegnò a realizzare un apparecchio per applicazioni di chirurgia retinica. Con la consulenza del prof. Raverdino e la collaborazione del nipote Attilio jr. venne realizzato il Fotocoagulatore, un apparecchio ad emissione di luce (precursore del laser) per applicazioni chirurgiche alla retina. Purtroppo ebbe solo il tempo di completare il progetto e della produzione se ne occupò il nipote Attilio jr. dopo la morte dello zio.

#### La morte
Il 3 maggio 1954 Attilio Prevost morì improvvisamente nella sua casa di Milano per un edema polmonare a soli 63 anni. Innumerevoli furono i telegrammi e le testimonianze di stima e ammirazione per l’ingegner Prevost e per il suo importante contributo alla cinematografia internazionale. Lo stesso giorno gli venne recapitata una lettera di felicitazioni dal personale di cabina del cinema di Livorno per l'ottimo funzionamento degli impianti Prevost CinemaScope. In quei giorni si proiettava infatti La tunica (di Henry Koster, 1953), il primo film girato in CinemaScope.
A distanza di tanti anni dalla sua scomparsa, le sue moviole ed i suoi proiettori, soprattutto quelli degli anni Trenta e Quaranta, sono diventati iconici della Golden Age del Cinema italiano ed europeo.
Sono usciti dalle sale di montaggio e dalle cabine di proiezione per farsi vedere nei musei, negli studi televisivi e nei foyer delle nuove multi-sale cinematografiche per testimoniare le origini del cinema.
La memoria collettiva del Cinema sembra infatti essersi fissata su quegli apparecchi analogici (di cui le aziende italiane hanno scritto una storia molto importante a livello internazionale), dai quali nemmeno i media più attuali riescono a svincolarsi. Per fare riferimento alla Settima Arte, in piena epoca digitale, l’immagine ed il rumore di una pellicola cinematografica che scorre tra i rocchetti di un proiettore, o tra le mani del montatore seduto in moviola sono ancora molto evocative di quella che continua ad essere la materia dei sogni.
Attilio Prevost è sepolto nel Cimitero Monumentale di Milano accanto alla moglie Elena.

#### L'azienda dopo Attilio
Alla morte di Attilio Prevost divennero titolari delle Officine Prevost s.r.l. la moglie Elena (socio accomandatario, Presidente e Direttore Generale), la nipote adottata come figlia Annamaria Lari Prevost (socio accomandante di maggioranza), e il nipote Attilio Prevost jr. (socio accomandante, Direttore Generale). La moglie Elena Lanzoni Prevost Presidente e amministratore unico dell'aziendafino alla sua morte (1965), nel 1957 nominò Procuratore Generale dell'azienda Franco Mojana (1931-2008), marito di Annamaria Lari Prevost, incarico che ricoprì fino alla cessazione della stessa (1991) di cui fu il liquidatore.
L'impegno di Elena per lo sviluppo delle Officine Prevost fu determinante.
Dopo la morte dello zio, Attilio Prevost jr. apportò innovazioni e rinnovò la produzione rendendo l'azienda sempre all'avanguardia nei nuovi processi evolutivi, mentre Elena continuava ad amministrare l'azienda e a tenere il rapporto coi clienti.

### Le Officine Prevost di Annamaria Lari Prevost & C. (1965-1991)
Nel 1965, alla morte del Presidente Elena Lanzoni Prevost, si costituirono le "Officine Prevost s.a.s. di Annamaria Lari Prevost & C.". La nipote Annamaria Lari Prevost fu titolare e Presidente dell'azienda dal 1965 al 1991.
Nel 1975 venne modificata la veste giuridica della Società da S.a.s. a S.p.a.
Le Officine Prevost S.p.A. furono messe in liquidazione volontaria e cessarono l'attività nel 1991. Contestualmente alla cessazione della produzione decadde anche il marchio. La liquidazione fu seguita dal Procuratore Franco Mojana, quale liquidatore dell'azienda.

## Eventi emedia
- 2014, La Grande Guerra 100 anni dopo - Parecchio materiale foto-cinematografico utilizzato nella serie di 20 DVD prodotti dai RAI Cultura e RAI Storia, presentati da Paolo Mieli e raccontati da Carlo Lucarelli, proviene da materiale realizzato da Luca Comerio e Attilio Prevost con le loro squadre sul fronte italo-austriaco.
- 2014, Magreglio. Attilio Prevost - Una vita in prima linea. A sessant'anni dalla scomparsa del primo sindaco del Dopoguerra, il Comune di Magreglio ha dedicato una mostra ad Attilio Prevost legata alla sua attività di pioniere della cinematografia e fotografo di guerra. Museo del Ciclismo Madonna del Ghisallo[45][46]
- 2014, Ponte Lambro. Un fotografo in trincea. Sala consiliare del Comune. Omaggio all'attività di fotografo e cineoperatore durante la Prima Guerra Mondiale, ed al prezioso contributo nel campo dell'industria cinematografica italiana[47]
- 2015, Milano. La camera della guerra. Il Museo Interattivo del Cinema (MIC) - Cineteca Italiana - di Milano, gli ha dedicato una giornata di studi, ricordando la sua attività creativa ed imprenditoriale nell'industria cinematografica italiana.[48]
- 2015, Monza. Iconografia emotiva della Grande Guerra, Urban Center, Via Turati 6, Monza. Foto di Attilio Prevost e tele di Rossana Maggi[49][50]
- 2015, Canzo. Centenario della grande Guerra (1915-1918), 22 maggio: Documenti video, foto del fotografo Attilio Prevost, Teatro Comunale[51]
- 2017, Milano. La guerra negli occhi, la guerra nel cuore. La Cineteca Italiana, presso lo Spazio Oberdan di Milano, ha dedicato ad Attilio Prevost e a Luca Comerio una mostra fotografica interattiva, rendendo omaggio al lavoro di documentazione svolto dai due fotografi e cineoperatori durante la Prima Guerra Mondiale.[52]
- 2017, Musile di Piave Attilio Prevost, un fotografo al fronte. All´Istituto Comprensivo Enrico Toti di Musile di Piave, nel mese di novembre 2017, è stato presentato uno dei tanti progetti scolastici che il comitato organizzatore del 66º Raduno Nazionale Bersaglieri "Piave 2018" ha pensato per i ragazzi di tutte le scuole del territorio.[53]
- 2017, Milano. Pubblicazione a cura della Cineteca Italiana a 70 anni dalla fondazione - Series of newspapers for the exhibitions curated by Fondazione Cineteca Italiana for the celebration of its 70th years of life. Photographs by Luigi Comencini, Paul Ronald, Attilio Prevost, Federico Patellani Curated by Matteo Pavesi and Giovanna Calvenzi.
- 2018, Febbraio - Telepordenone, attraverso un'intervista rilasciata dall'insegnante Fabrizia Callegher, responsabile dei progetti scolastici per il comitato organizzatore del 66º raduno nazionale bersaglieri "Piave 2018", illustra il progetto che coinvolge la figura storica di Attilio Prevost, ingegnere e fotografo incaricato di "catturare" i momenti più intensi e drammatici del fronte della Prima Guerra Mondiale.
- 2018, 4 Novembre, Erba (CO). Quel tanto atteso bollettino. Mostra curata da Marco Rizzi presso Villa Ceriani Bressi. Cimeli, documenti ed immagini a cento anni dalla fine della Grande Guerra.
- 2018, 17 Novembre, Sala Civica di Albinea (Reggio Emilia) - Mostra fotografica “Albinea Ricorda” - Storie dei caduti albinetani nella Prima Guerra Mondiale.
- 2019, 28 Febbraio, Torino. Il Museo Nazionale del Cinema presenta il volume: "Attilio Prevost (1890-1954). Una vita in prima linea. Ritratto dell’inventore della moviola", di Annamaria Lari Prevost." (Silvana Editoriale, 2019). Intervengono alla presentazione Marina Mojana e Marco Mojana, pronipoti di Attilio Prevost e collaboratori alla realizzazione del libro. La biografia attraverso le testimonianze della nipote e figlia adottiva di Prevost, ricostruisce la storia della sua vita, intrecciata a quella della moglie Elena Lanzoni, della stessa nipote Annamaria e delle Officine Prevost, la fabbrica dei suoi nonni.
- 2019, 7 Agosto, Magreglio, Biblioteca Comunale. Annamaria Lari Prevost presenta il libro: “Attilio Prevost - Una vita in prima linea", la biografia di suo nonno e padre adottivo, da lei scritta per ricordare il fotoreporter della Grande Guerra, l'inventore della moviola e il primo sindaco di Magreglio del dopoguerra.
- 2020, La Fondazione Pasquinelli tramite il progetto MEMOMI (le memorie di Milano), una rete di collaborazione tra archivi, musei, istituzioni e fondazioni, realizza il docufilm Attilio Prevost: una vita alla moviola, per la regia di Chiara Campara. Il documentario è incentrato sulla figura di Attilio ed Elena Prevost, la loro attività di pionieri dell'industria cinematografica italiana e fondatori delle milanesi Officine Prevost, e sul contributo di Attilio alla documentazione foto-cinematografica della Grande Guerra.
- 2021, Gennaio, la Mediateca di Gorizia “Ugo Casiraghi” e l'Associazione Palazzo del cinema - Hiša filma - hanno dedicato un evento ed una video presentazione del libro della figlia di Prevost: "Attilio Prevost (1890-1954) - Una vita in prima linea - Ritratto dell'inventore della moviola", di Annamaria Lari Prevost, Silvana editoriale, 2019.
- 2021, 27 Agosto, il Museo del ciclismo Madonna del Ghisallo, nell’ambito del Progetto CCT – Cinema, Ciclismo, Turismo per PIC, presenta Un tesoro di Territorio, la proiezione in prima di uno speciale Omaggio ad Attilio Prevost. Si tratta di una rarità di grande valore artistico e umano, ovvero una serie di foto originali scattate da Attilio Prevost durante la Guerra facenti parte dell’archivio Lari Prevost Mojna, messe a disposizione del Museo del Ghisallo per questo progetto innovativo di cinema e musica. Il progetto prevede vere e proprie “prime visioni cinematografiche”, con commento musicale live grazie alla sinergia con la compositrice in residenza dell’intero progetto, Rossella Spinosa.
- 2022, 23 Novembre, presso il Sibelius Museum di Turku, in Finlandia, viene ricordato Attilio Prevost con la proiezione di un video di sue immagini scattate sul fronte della Grande Guerra con commento musicale composto ed eseguito dalla pianista e compositrice Rossella Spinosa.
- 2023, 23 Marzo, presso La Biblioteca di Villa Amoretti di Torino, a cura di C.I.C. (Centro di Iniziative per la Comunicazione), è stato organizzato all’interno della mostra “La magia della luce: pellicola, che passione!” un incontro in ricordo dei coniugi Attilio e Elena Prevost, fondatori delle Officine Prevost, alla presenza della pronipote Marina Mojana Lari Prevost e con contributo video della nipote dei coniugi Prevost Annamaria Lari Prevost.
- 2024, 11 Agosto, per Milano Cineconcerti Festival, rassegna con la direzione artistica di Rossella Spinosa nell’ambito del palinsesto MILANO È VIVA del Comune di Milano, è stato proiettato un video di Attilio Prevost realizzato dalla famiglia Lari Prevost Mojana con accompagnamento musicale eseguito da Rossella Spinosa.
- 2025, 3 Marzo, presso la Università Libera della Terza Età, lo storico dell'arte Nicola Bigliardi ha tenuto un incontro sul tema Fotoreporter di guerra - Testimoni dell'orrore, parlando del ruolo di fotoreporter svolto da Attilio Prevost durante la Grande Guerra e del suo contributo innovativo all'industria Cinematografica, includendo le cineprese da lui progettate e la rivoluzionaria invenzione del tavolo per il montaggio cinematografico (moviola).